# Anomoeoceros acuminatocornis
Anomoeoceros acuminatocornis är en tvåvingeart som beskrevs av Curtis W. Sabrosky 1951. Anomoeoceros acuminatocornis ingår i släktet Anomoeoceros och familjen fritflugor.
Artens utbredningsområde är Uganda. Inga underarter finns listade i Catalogue of Life.